# PostScript Printer Description
PostScript Printer Description (descripción de impresora PostScript) o PPD es un archivo creado por el fabricante de la impresora para describir las características disponibles para sus impresoras PostScript.
Un PPD contiene el código de PostScript necesario para usar las características de una impresora. De esta manera funciona como un controlador de dispositivo para las impresoras PostScript, proveyendo una interfaz unificada.

## CUPS
- Datos: Q762694

CUPS usa PPD para todas sus impresoras, y ha extendido el concepto para permitir impresión PostScript en impresoras no-PostScript, redirigiendo la salida a través de un filtro. Este filtro ya no es un PPD estándar, sino más bien un "CUPS-PPD".